# Conus brunneobandatus
Conus brunneobandatus é uma espécie extinta[carece de fontes?] de caracol marinho, um molusco gastrópode marinho da família Conidae Estes caracóis são predatórios e venenosos. Eles são capazes de "picar" os seres humanos.

## Descrição
O tamanho da concha atinge 36,5 mm.

## Distribuição geográfica
Esta espécie de caracol de cone pode ser encontrada no Mar do Caribe e nas Pequenas Antilhas; da Colômbia para o norte do Brasil.